# Sciurus granatensis
Sciurus granatensis är en däggdjursart som beskrevs av Alexander von Humboldt 1811. Sciurus granatensis ingår i släktet trädekorrar, och familjen ekorrar. IUCN kategoriserar arten globalt som livskraftig.

## Underarter
Inga underarter finns listade i Catalogue of Life, medan Wilson & Reeder skiljer mellan 32 underarter:
| Namn                             |  | Namn                              |
| -------------------------------- |  | --------------------------------- |
| Sciurus granatensis agricolae    |  | Sciurus granatensis maracaibensis |
| Sciurus granatensis bondae       |  | Sciurus granatensis meridensis    |
| Sciurus granatensis candelensis  |  | Sciurus granatensis morulus       |
| Sciurus granatensis carchensis   |  | Sciurus granatensis nesaeus       |
| Sciurus granatensis chapmani     |  | Sciurus granatensis norosiensis   |
| Sciurus granatensis chiriquensis |  | Sciurus granatensis perijae       |
| Sciurus granatensis chrysuros    |  | Sciurus granatensis quindianus    |
| Sciurus granatensis ferminae     |  | Sciurus granatensis saltuensis    |
| Sciurus granatensis gerrardi     |  | Sciurus granatensis soederstroemi |
| Sciurus granatensis granatensis  |  | Sciurus granatensis splendidus    |
| Sciurus granatensis griseimembra |  | Sciurus granatensis sumaco        |
| Sciurus granatensis griseogena   |  | Sciurus granatensis tarrae        |
| Sciurus granatensis hoffmanni    |  | Sciurus granatensis valdiviae     |
| Sciurus granatensis imbaburae    |  | Sciurus granatensis variabilis    |
| Sciurus granatensis llanensis    |  | Sciurus granatensis versicolor    |
| Sciurus granatensis manavi       |  | Sciurus granatensis zuliae        |

## Beskrivning
Pälsfärgen är mycket variabel. Ryggsidan är oftast mörkt orange, men kan variera från gul med inslag av svarta hår till helsvart. Buksidans färg varierar från helvitt till klart orangebrun. Vissa former har en strimma i avvikande färg längs ryggen. Svansen är gulbrun, ibland med svart spets. Svansens undersida är normalt något mörkare än ovansidan. Hakan och halsens sidor är mörka med dovt gult inslag. Runt ögonen finns en gulbrun ring. Arten är medelstor, med en kroppslängd som varierar från 33 till 52 cm, exklusive svansen som kan bli mellan 14 och 28 cm lång. Vikten varierar från 228 till 520 g.

## Ekologi
Ekorren lever i låglandet och i bergstrakter upp till 3000 meter över havet. Habitaten utgörs av olika slags skogar, framför allt regnskog, där den främst förekommer i skogens lägre lager. Den kan även påträffas i planteringar nära mänsklig bebyggelse.
Livslängden för vilda indivier uppskattas till omkring 7 år. I fångenskap har arten uppnått 11,5 års ålder.

### Föda och predation
Arten äter framför allt frukter, nötter och frön. Den kan också ta blad, bark, svampar och blommor. Man har även konstaterat att den kan fånga mindre insekter. Födan tas vanligtvis på marken, även om ekorren kan klättra upp till 30 m i trädkronorna för att få tag på mat. Födan förtärs emellertid vanligen i träden.
Själv utgör arten föda för ormar, framför allt kungsboa, kapucinapor, olika kattdjur, rovfåglar och människa.

### Fortplantning
Parningen sker i regel någon gång under perioden sent i december / början av januari till oktober. Under denna period kan honan få upp till 3 kullar. Arten är polygynandrisk, båda könen kan ha flera partners. Flera hanar brukar förfölja brunstiga honor, ofta ett par dagar innan den egentliga brunsten. Dräktigheten varar i knappt 2 månader, varefter honan får en kull på mellan 1 och 3 ungar, som hon diar i omkring 2 månader. Efter ungarna är avvanda lämnar honan dem att klara sig själva. De blir könsmogna vid omkring ett års ålder.

## Utbredning
Arten förekommer i norra Sydamerika och i delar av Centralamerika från Costa Rica till Ecuador och till Venezuela. Den hittas även i Trinidad och Tobago.

## Bildgalleri

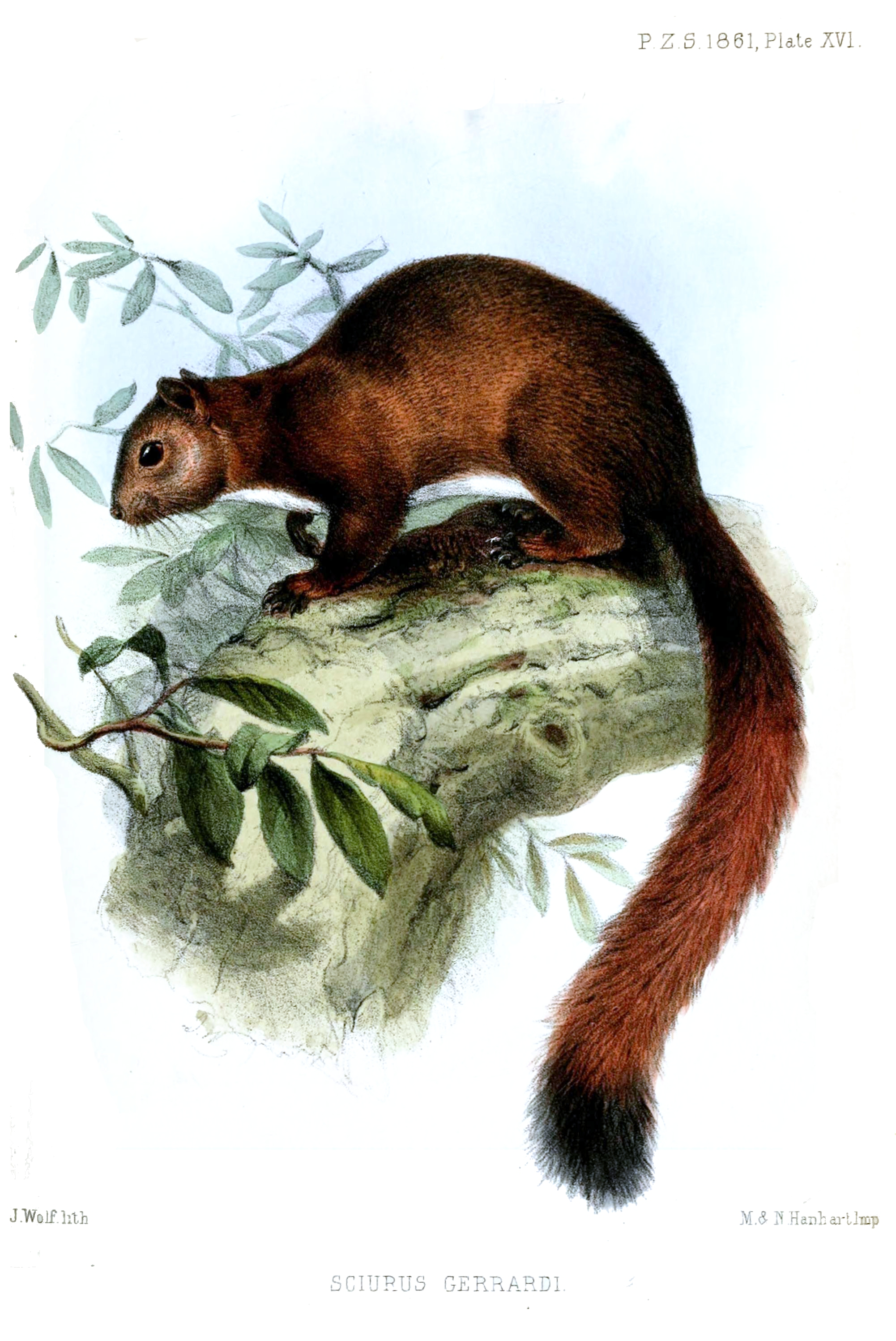
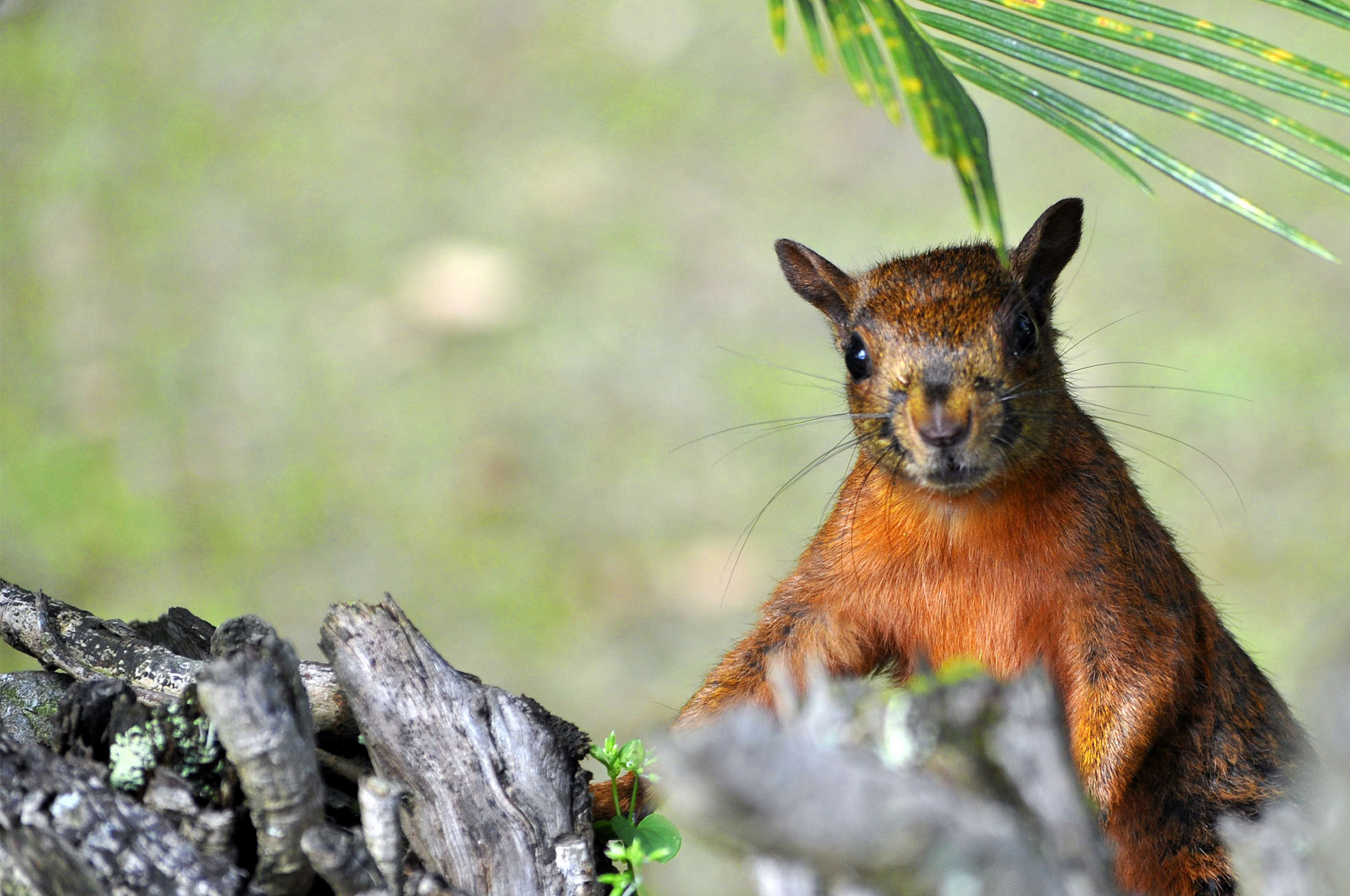